# Dactylispa viracica
Dactylispa viracica es una especie de insecto coleóptero de la familia Chrysomelidae.
Fue descrita científicamente en 1932 por Uhmann.